# FTG Frankfurt

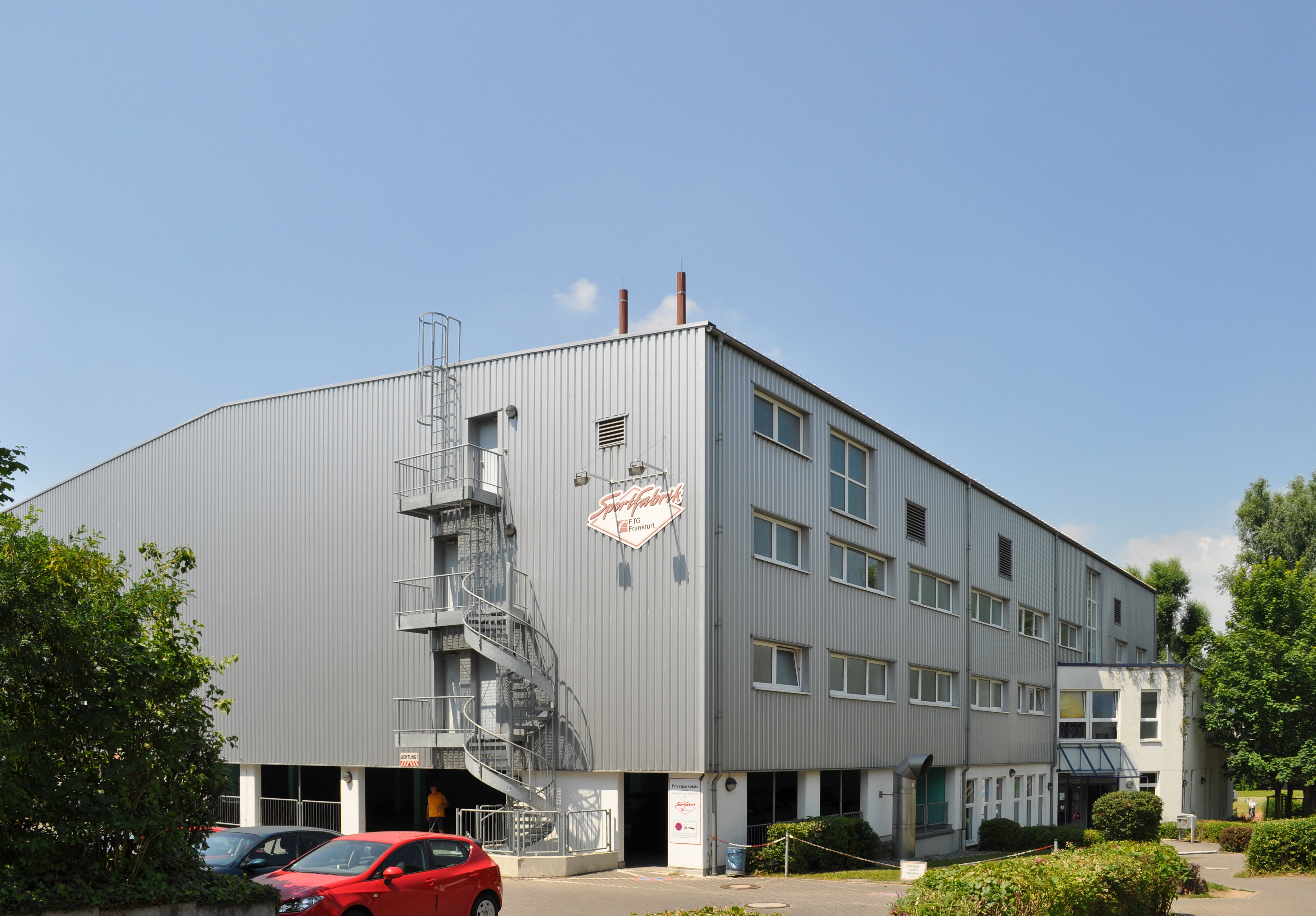
Sportfabrik der FTG Frankfurt

Die FTG Frankfurt (kurz für Frankfurter Turn- und Sport-Gemeinschaft 1847) ist ein Sportverein in Frankfurt am Main. Er hat (Stand: März 2019) über 9000 Mitglieder und zählt damit zu den größten Sportvereinen in Hessen. Er ist Mitglied im Turngau Frankfurt.
In den drei Sportzentren in den Stadtteilen Bockenheim und Rödelheim wird schwerpunktmäßig Freizeit- und Breitensport in verschiedenen Sparten angeboten. Zudem wird in einigen Abteilungen auch Leistungssport betrieben.

## Tennis
Die Tennisabteilung der FTG Frankfurt nimmt mit mehreren Mannschaften am Ligabetrieb des hessischen Tennis-Verbands (HTV) teil. In Frankfurt-Rödelheim verfügt der Verein über eine eigene Tennisanlage mit 6 Sandplätzen, und einer Dreifeld-Tennishalle.

## Tischtennis
1973 schloss sich die Tischtennisabteilung des TGS Rödelheim an den Verein an. Diese war seit 1969 mit einer Herrenmannschaft in der 1. Bundesliga vertreten und trat ab 1973/74 unter dem Namen FTG Frankfurt an. Am Ende der Saison 1976/77 stieg die Mannschaft ab. Von 1988 an spielte sie nochmals zwei Jahre lang in der 1. Bundesliga. Bekannte Spieler der FTG waren Jörg Roßkopf, Sascha Köstner, Istvan Korpa und Timo Boll.
Die Damenmannschaft um Cirila Korpa (Ehefrau von Istvan Korpa), die Zwillingsschwestern Blanka und Hanka Rohan, Antje Oschmann und Gudrun Radtke stieg 1977 in die Bundesliga auf. 1986 wurde sie in der Besetzung Jin-Sook Cords, Anke Schreiber, Anja Spengler, Andrea Ullmann und Gerlinde Glatzer Deutscher Meister, 1987 verteidigte sie diesen Titel (Branka Batinić, Anke Schreiber, Andrea Ullmann, Cornelia Reckziegel, Gerlinde Glatzer).
Als sich 1989 die Sponsoren zurückzogen, verließen mehrere Spitzenkräfte die Damen- und Herrenmannschaft. Ein Jahr später erfolgte der Abstieg beider Mannschaften aus der 1. Bundesliga, 1994 wurde die Herrenmannschaft aus der 2. BL in die Regionalliga zurückgezogen.

## Schach
Die Schachabteilung war Anfang der 1990er Jahre in der Bundesliga vertreten, zog die Profimannschaft aber 1992 aus finanziellen Gründen zurück. Bekannte Spieler waren die Großmeister Chalifman, Gutman, Lobron und Ostojić. Bis 2006 spielte die Schachabteilung der FTG in der Oberliga Hessen, stieg dann aber ab und löste sich auf.

## Volleyball
Auch im Volleyball ist die FTG im Bereich Leistungssport vertreten. So sind mehrere Mannschaften bei den Frauen als auch bei den Männern in unterschiedlichen Ligen in Hessen vertreten. Die Frauenmannschaft I belegte in der Saison 2006/07 den sechsten Platz in der Landesliga Süd. Die Frauen II haben nach dem Aufstieg letzte Saison den siebten Platz in der Bezirksliga Ost erreicht, die Frauen III den achten Platz in der Kreisklasse Ost. Durch den außerordentlichen Andrang an Volleyball-Neulingen in den Jahren 2021/22 konnte erst eine vierte Mannschaft, 2023 sogar eine fünfte gemeldet werden.
Bei den Männern gab es noch in Saison 2006/07 drei Mannschaften. Die alte Männermannschaft I ist nach dem Aufstieg vergangene Saison in die Oberliga Hessen wieder in die Landesliga Süd abgestiegen.
Die Männermannschaft II ist durch eine souveräne Leistung (ohne ein einziges Spiel zu verlieren) zur Saison 2007/08 in die Bezirksoberliga aufgestiegen. Allerdings trat die bisherige Mannschaft der Männer I nicht in der LL an, sondern fusionierte mit der Männer-Volleyballmannschaft der Eintracht Frankfurt (damals ebenfalls LL-Süd). Die so neu gebildete Mannschaft hat als Absteiger in der Saison 2008/09 in der Bezirksoberliga (BOL) gespielt, muss nach erneutem Abstieg in Saison 2009/10 in der Bezirksliga antreten.
Die früheren Männer II, die 2006/07 aus der Bezirksliga in die LL aufrückten, spielten als neue Männer I in der Saison 2007/08 in der LL-Süd und belegten nach Saisonabschluss den siebten Tabellenplatz. Die Saison 2008/09 schlossen sie als Tabellen-Sechster erneut klassenerhaltend ab.
Die Männer III haben sich nach der Saison 2006/07 aufgelöst, also gab es längere Zeit keine Herrenmannschaft. Erst durch die hohe Zahl an Neu-Eintritten 2021/22 konnte wieder ein Herren Team gemeldet werden – plus Nachwuchs-Unterbau.
Außerdem werden Einheiten für Erwachsene mixed angeboten – in Halle und Sand, ohne das hier im Ligabetrieb mitgespielt wird.

## Basketball
- FTG Frankfurt Herren – Landesliga Hessen Süd
- FTG Frankfurt Herren II – Kreisliga A West Frankfurt
- FTG Frankfurt Herren III – Kreisliga A West Frankfurt
- FTG Frankfurt Damen I – Landesliga Hessen Süd
- FTG Frankfurt Damen II – Bezirksliga Frankfurt

## Erfolge in Basketball
Die WU14 der FTG hat im Mai 2009 in Duisburg den Hessen Pokal gewonnen.